# Grunde Njøs

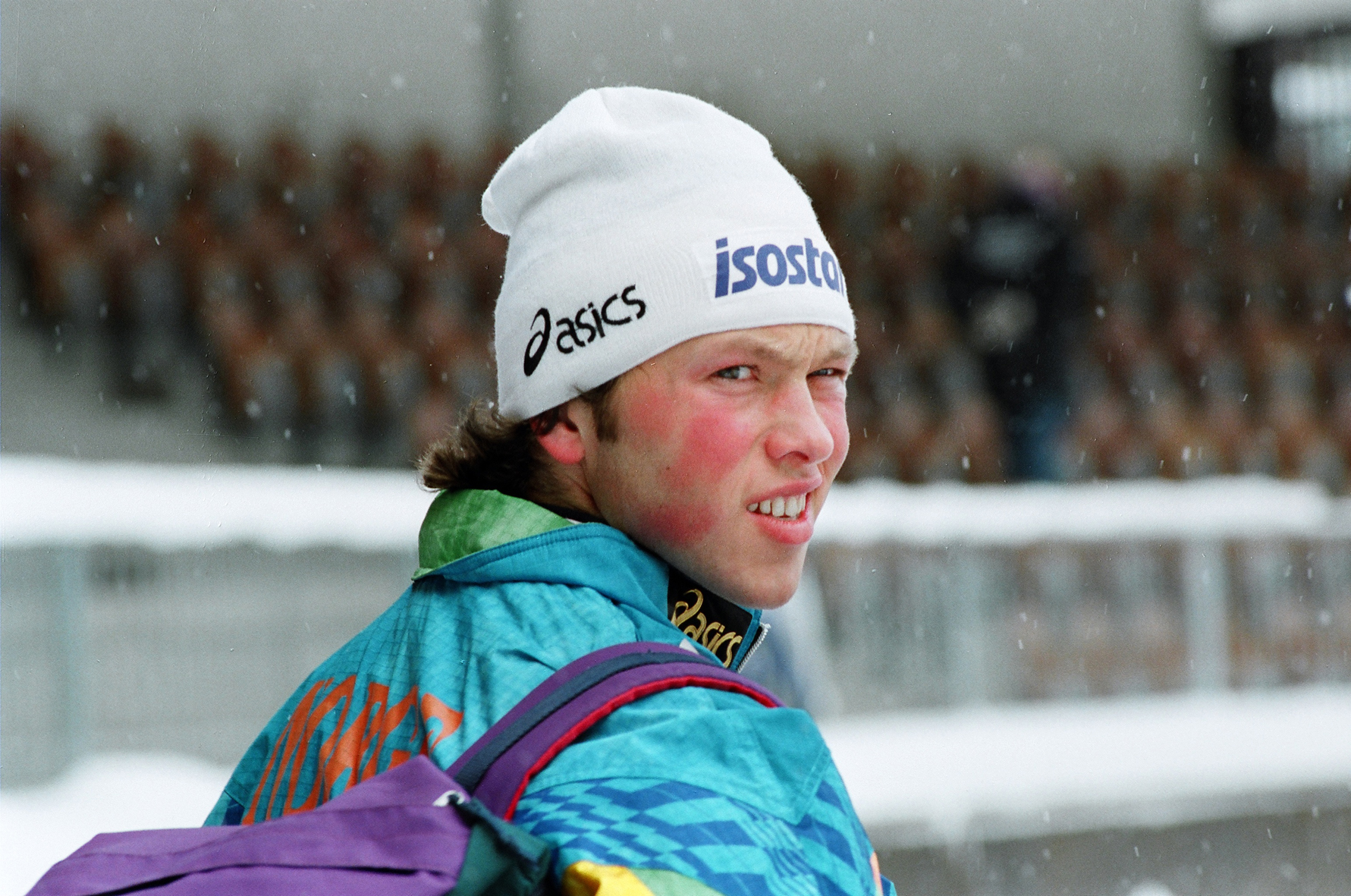

Grunde Njøs (Trondheim, 20 juni 1967) is een Noors oud-langebaanschaatser. Hij was gespecialiseerd in de sprintafstanden (500 en 1000 meter).
Njøs' internationale carrière duurde tien jaar, van 1993 tot 2003. Zijn topjaar was 1995, in dat jaar werd hij derde in het eindklassement van de World Cup over 500 meter. In datzelfde jaar werd hij vijfde op de 500 meter tijdens de WK Afstanden, een prestatie die hij in 2002 wist te verbeteren, daar werd hij vierde.

## Beroemd of berucht
Njøs is in Nederland vooral bekend geworden doordat hij tijdens de Olympische Spelen van 1998 in Nagano tijdens de tweede 500-meterrit viel en Erben Wennemars, die in de eerste run nog veelbelovend vijfde was geworden, onderuit schaatste. Wennemars' schouder raakte uit de kom, met als gevolg dat Wennemars tijdens die Spelen niet meer in actie kon komen.

## Persoonlijk records
| Afstand    | Tijd    | Datum            | Baan      |
| ---------- | ------- | ---------------- | --------- |
| 500 meter  | 35,36   | 3 maart 2001     | Calgary   |
| 1000 meter | 1.10,59 | 3 maart 2001     | Calgary   |
| 1500 meter | 1.54,86 | 16 januari 1999  | Calgary   |
| 3000 meter | 4.42,5  | 24 november 1990 | Trondheim |
| 5000 meter | 9.24,6  | 16 december 1984 | Trondheim |

- Bibsys: 7066669
- International Standard Name Identifier: 0000 0003 6571 8630
- Virtual International Authority File: 231135050